# Miner gorja-roig
El miner gorja-roig (Sclerurus rufigularis) és una espècie d'ocell de la família dels furnàrids (Furnariidae).
Habita el sotabosc de la selva pluvial i vegetació secundària de les terres baixes, per l'est dels Andes, des de l'est de Colòmbia, sud de Veneçuela i Guaiana, cap al sud, a través del Brasil amazònic i nord-est del Perú fins al nord de Bolívia.